# Tour del Porvenir 1964
La 4.ª edición del Tour del Porvenir (nombre oficial en francés: Tour de l'Avenir) fue una carrera de ciclismo en ruta por etapas francesa que se celebró entre el 1 y el 14 de julio de 1964 con inicio en Antibes y final en París sobre una distancia total de 1961 kilómetros.
La carrera fue ganada por Felice Gimondi del equipo nacional de la Italia. El podio lo completaron el ciclista Lucien Aimar del equipo nacional de Francia y Ginés García Perán del equipo nacional de España.

## Equipos participantes
Tomaron parte en la carrera 13 equipos nacionales amateurs, incluido un equipo mixto, de 8 corredores cada uno:
| Equipos nacionales amateur (12) - Bélgica - Checoslovaquia - España - Francia - Reino Unido - Italia - Marruecos - Países Bajos - Polonia - Portugal - Suiza - Yugoslavia Equipo mixto amateur - Luxemburgo-Nueva Zelanda |  |
| |  |

## Etapas
| Etapa      | Fecha     | Recorrido                    | Distancia (km) | Ganador            | Líder              |
| ---------- | --------- | ---------------------------- | -------------- | ------------------ | ------------------ |
| 1.ª etapa  | 1 de jul  | Antibes – Toulon             | 167,5          | Felice Gimondi     | Felice Gimondi     |
| 2.ª etapa  | 2 de jul  | Bandol – Montpellier         | 233,5          | Johny Schleck      | Ginés García Perán |
| 3.ª etapa  | 3 de jul  | Montpellier – Perpiñán       | 174            | Luciano Dalla Bona | Józef Beker        |
| 4.ª etapa  | 4 de jul  | Thuir – Andorra              | 158            | Józef Gawliczek    | Ginés García Perán |
| 5.ª etapa  | 5 de jul  | Tarascon-sur-Ariège – Foix   | 36             | Désiré Letort      | Ginés García Perán |
| 6.ª etapa  | 6 de jul  | Foix – Toulouse              | 132,5          | Juan José Sagarduy | Ginés García Perán |
| 7.ª etapa  | 7 de jul  | Saint-Girons – Luchon        | 107,5          | Juan José Sagarduy | Ginés García Perán |
| 8.ª etapa  | 8 de jul  | Bagnères-de-Bigorre – Pau    | 150,5          | Ventura Díaz Arrey | Ginés García Perán |
| 9.ª etapa  | 10 de jul | Capbreton – Burdeos          | 108            | Christian Raymond  | Ginés García Perán |
| 10.ª etapa | 11 de jul | Burdeos – Brive-la-Gaillarde | 215,5          | Roger Swerts       | Ginés García Perán |
| 11.ª etapa | 12 de jul | Mauriac – Clermont-Ferrand   | 138            | Joseph Spruyt      | Ginés García Perán |
| 12.ª etapa | 13 de jul | Montluçon – Orléans          | 211            | Jan Kudra          | Ginés García Perán |
| 13.ª etapa | 14 de jul | Orléans – París              | 129            | Gerben Karstens    | Felice Gimondi     |

## Clasificaciones finales
Las clasificaciones finalizaron de la siguiente forma:

### Clasificación general
| Clasificación general |                    |              |                 |
| Ciclista              | Ciclista           | Equipo       | Tiempo          |
| --------------------- | ------------------ | ------------ | --------------- |
| 1.º                   | Felice Gimondi     | Italia       | 53 h 30 min 51s |
| 2.º                   | Lucien Aimar       | Francia      | + 42s           |
| 3.º                   | Ginés García Perán | España       | + 2 min 17s     |
| 4.º                   | Joseph Spruyt      | Bélgica      | + 3 min 55s     |
| 5.º                   | Antonio Tous       | España       | + 5 min 59s     |
| 6.º                   | Józef Gawliczek    | Polonia      | + 8 min 32s     |
| 7.º                   | Désiré Letort      | Francia      | + 10 min 24s    |
| 8.º                   | Raymond Delisle    | Francia      | + 12 min 39s    |
| 9.º                   | Juan José Sagarduy | España       | + 12 min 48s    |
| 10.º                  | Gerben Karstens    | Países Bajos | + 14 min 47s    |

### Clasificación por puntos
| Clasificación por puntos |                    |         |        |
| Ciclista                 | Ciclista           | Equipo  | Puntos |
| ------------------------ | ------------------ | ------- | ------ |
| 1.º                      | Juan José Sagarduy | España  |        |
| 2.º                      | Roger Swerts       | Bélgica |        |
| 3.º                      | Felice Gimondi     | Italia  |        |

### Clasificación de la montaña
| Clasificación de la montaña |                    |         |        |
| Ciclista                    | Ciclista           | Equipo  | Puntos |
| --------------------------- | ------------------ | ------- | ------ |
| 1.º                         | Juan José Sagarduy | España  |        |
| 2.º                         | Józef Gawliczek    | Polonia |        |
| 3.º                         | Ventura Díaz Arrey | España  |        |

### Clasificación por equipos
| Clasificación por equipos |         |        |
| Equipo                    | Equipo  | Tiempo |
| ------------------------- | ------- | ------ |
| 1.º                       | España  |        |
| 2.º                       | Francia |        |
| 3.º                       | Polonia |        |